# Adel Jadou
Adel Jadou Ali (13 settembre 1981) è un ex calciatore qatariota, di ruolo difensore.

## Carriera

### Club
Ha giocato nel campionato qatariota e, per una stagione, anche in quello austriaco.

### Nazionale
Con la maglia della nazionale ha partecipato alla Coppa d'Asia nel 2000.